# Atelopus bomolochos
Atelopus bomolochos là một loài cóc thuộc họ Bufonidae.
Đây là loài đặc hữu của Ecuador.
Môi trường sống tự nhiên của chúng là rừng mây ẩm nhiệt đới và cận nhiệt đới, đồng cỏ nhiệt đới hoặc cận nhiệt đới vùng đất cao, sông ngòi, và vùng đồng cỏ.
Chúng hiện đang bị đe dọa vì mất nơi sống.